# Les Bisounours (série télévisée d'animation)
Pour les jouets, voir Bisounours.
Les Bisounours ou Les Nouveaux Bisounours, ou Les Calinours ou La Famille Calinours au Québec (The Care Bears) est une série télévisée franco-américano-canadienne pour la jeunesse en soixante épisodes de 25 minutes, créée d'après les jouets éponymes et diffusée entre le 14 septembre 1985 et le 25 décembre 1988 en syndication aux États-Unis et sur le réseau Global au Canada.
En France, la saison 1 (DIC) a été diffusée à partir du 14 octobre 1985 dans l'émission Salut les petits loups sur TF1. La saison 2 (Nelvana) a été diffusée à partir du 2 septembre 1987 dans le Club Dorothée sur TF1. Rediffusion de la saison 2 à partir du 20 février 1991 dans Youpi ! sur La Cinq. Les saisons 3 et 4 (Nelvana) ont été diffusées sous le titre Les Nouveaux Bisounours (doublage québécois) du 7 janvier 1989 au 1er juillet 1989 dans Samdynamite sur FR3. Au Québec, des épisodes ont été diffusés sporadiquement à partir du 14 novembre 1984 sur le réseau TVA ou sur certaines stations du réseau Pathonic, le film a été diffusé à partir du 6 décembre 1986 à Super Écran, et la deuxième saison (celle de Nelvana) à partir du 5 septembre 1987 à la Télévision de Radio-Canada.
Une nouvelle version d'animation 3D, Les Bisounours : Aventure à Bisouville, créée en 2007, a été diffusée en France sur France 5 dans Zouzous le 10 août 2009 puis sur Piwi et Gulli.

## Synopsis
Les Bisounours sont de petits oursons vivant dans les nuages et se déplaçant sur des arcs-en-ciel. Chacun des oursons possède son propre pictogramme et son propre pouvoir. Ces pouvoirs sont utilisés pour aider les enfants à combattre le Mal, personnifié par le professeur Cœur-de-pierre et le sorcier Sans-Cœur... 

## Distribution

### Voix françaises
- Roger Carel : Groschéri / Grosfarceur / Groscadeau / Toucostaud l'éléphant / GrosVeinard (Épisode 5)
- Serge Lhorca : Toubrave, Grognon (Épisode 7 et 10)
- Gérard Hernandez : Grognon (Épisode 10 à 19) / Toufou le lapin (Épisode 1,17 et 18)
- Monique Thierry : Groscopain / Toudoux l'agneau / Toufou Le Lapin (Épisode 7)
- Pierre Trabaud : Grosbisou / Groschampion / Toufripon le singe / Toudodu le cochon (Épisode 9 et 11)
- Amélie Morin : Grosjojo (Épisode 13 à 21)
- Jackie Berger : Grosdodo / Grosgâteau (Épisode 1) / Grostaquin (Épisode 2 et 4)
- Nadine Delanoë : Toufier le chat (Épisode 5)

### Voix françaises (version Nelvana)
- Francis Lax : Toucourage, Grosfarceur
- Anne Rondeleux : Grostendre
- Joëlle Guigui : Toufou
- Albert Augier : Toutcostaud, Groscopain, Grosjojo
- Edgar Givry : Monstrueux
- Brigitte Lecordier : Groschampion, Ti’Coquin
- Eric Métayer : Grosbisou, Grosdodo
- Michel Vigné : Toubrave le lion
- Michel Mella : Grognon
- Chantal Macé : Alouat, Ti’ coquine
- Christian Pelissier : SansCœur
- Évelyne Grandjean : Maminours
- Marie-Laure Beneston : Toudodu le cochon
- Odile Schmitt : Toumalin le raton laveur

### Voix québécoises (version Nelvana)
Le doublage français fut réalisé au Québec par la société Cinélume (Montréal).
- Diane Arcand : Cupinours
- Flora Balzano : Dounours
- Marielle Bernard : Gailourson
- Victor Désy : Cœurdur
- Ronald France : Bestiol
- Hubert Gagnon et Edgar Fruitier : Brave-Cœur
- Daniel Lesourd : Grognours
- Johanne Léveillé : Désirours
- Violette Chauveau : Alouate

 Source et légende : version québécoise (VQ) sur Doublage.qc.ca

## Épisodes
Plusieurs épisodes de 25 minutes contenaient deux histoires.

### Spéciaux télé
1. The Care Bears in the Land Without Feelings (en) (1983)
2. The Care Bears Battle the Freeze Machine (en) (1984)

### Saison 1 (DIC, 1985)
| Titres originaux                    | Titres français                               | Titres québécois                          |
| ----------------------------------- | --------------------------------------------- | ----------------------------------------- |
| 1a Camp                             | Les Bisounours en colonie de vacances         |                                           |
| 1b Birthday                         | L'Esprit de famille des Bisounours            |                                           |
| 2a Braces                           | Sous la protection des Bisounours             |                                           |
| 2b. Split Decision                  | Comment gagner avec les Bisounours            |                                           |
| 3a. Lucky Charm                     | Le Porte-bonheur des Bisounours               |                                           |
| 3b. Soap Box Derby                  | Les Bisounours dans la course                 |                                           |
| 4a. The Last Laugh                  | Pour le sourire d'un Bisounours               |                                           |
| 4b. The Show Must Go On             | Les Bisounours sauvent le spectacle           |                                           |
| 5a. Forest of Misfortune            | Les Bisounours et la Chasse au trésor         |                                           |
| 5b. Magic Mirror                    | La Métamorphose des Bisounours                |                                           |
| 6a. Day Dreams                      | Les Bisounours ont les pieds sur terre        |                                           |
| 6b. Runaway                         | Les Bisounours sont pleins d'énergie          |                                           |
| 7a. Mayor For A Day                 | Les Bisounours n'aiment pas les tricheurs     |                                           |
| 7b. The Night the Stars Went Out    | Les Bisounours au secours des étoiles         | En route vers la grande étoile du bonheur |
| 8a. The Magic Shop                  | Les Bons Sentiments des Bisounours            |                                           |
| 8b. Concrete Rain                   | Les Bisounours aiment la nature               |                                           |
| 9a. The Dry Spell                   | Les Bisounours cherchent de l'eau             |                                           |
| 9b. Drab City                       | Le voyage en ballon des Bisounours            |                                           |
| 10a. Wedding Bells                  | Les Bisounours célèbrent un drôle de mariage  |                                           |
| 10b. The Old Man and the Lighthouse | Les Bisounours ont le pied marin              |                                           |
| 11a. The Cloud Worm                 | Les Bisounours protègent le jardin des bisous |                                           |
| 11b. The Girl Who Called Wolf       | Les Bisounours et les Mauvais Plaisantins     |                                           |

### Saison 2 (Nelvana, 1986)
| Titres originaux                       | Titres français              | Titres québécois                |
| -------------------------------------- | ---------------------------- | ------------------------------- |
| 1. Care-A-Lot's Birthday               | L'Anniversaire               | L'Anniversaire de Paradours     |
| 2. Grumpy's Three Wishes               | Les Trois Souhaits           | Les Trois Souhaits de Grognours |
| 3. The Great Race                      | La Grande Course             | La Grande Course                |
| 4. Home Sweet Homeless                 | Qu'on est bien chez soi      | La Forêt inondée                |
| 5. Lost At Sea                         | Perdu en mer                 |                                 |
| 5b. The Sleeping Giant                 | Si on avait su               |                                 |
| 6. The Big Star Round-up               | La Bonne Étoile              |                                 |
| 7a. The Camp Out                       | Vive le plein air            |                                 |
| 7b. I, Robot Heart                     | Cœur de robot                | Cœur circuit                    |
| 8. The Bravest of the Brave            | Quel courage !               | Le Plus Brave des braves        |
| 9. The Long Lost Care Bears            | Un monde des bisous          |                                 |
| 10. Birthday Bear's Blues              | Prisonniers du labyrinthe    |                                 |
| 11. Grams Bear's Thanksgiving Surprise | Une belle surprise           | La fête de l'Action de Grâce    |
| 12a. Order on the Court                | Quelle ambiance              |                                 |
| 12b. The All Powerful Mr. Beastly      | Bestiole, l'apprenti sorcier |                                 |
| 13. The Cloud of Uncaring              | Drôle de nuage               |                                 |

### Saison 3 (Nelvana, 1987)
| Titres originaux                 | Titres français                 | Titres québécois              |
| -------------------------------- | ------------------------------- | ----------------------------- |
| 1. The Wrath of Shreeky          | La Colère de Bestiole           | La Colère d'Aloatte           |
| 2a. Bright Heart's Bad Day       | Mauvaise journée pour Brillours |                               |
| 2b. The Magic Lamp               | La Lampe merveilleuse           | Champours et la Lampe Magique |
| 3a. Desert Gold                  | Le Désert doré                  | La Vallée de l'or             |
| 3b. The Gift of Caring           | Le Don du partage               | Le Cadeau de l'amitié         |
| 4a. The Two Princeses            | Les Deux Princesses             | Les Deux Princesses           |
| 4b. The Cloud of Uncaring        | Le Nuage de malveillance        | Un nuage monstre              |
| 5a. Grumpy the Clumsy            | Grognours l'empoté              | Grognours maladroit           |
| 5b. The Purple Chariot           | Le Char des braves              | Le Char arc-en-ciel           |
| 6a. The Caring Crystals          | Les Cristaux des câlins         | Les Cristaux de calins        |
| 6b. The Best Way to Make Friends | Comment se faire des amis       | Comment se faire des amis ?   |

### Saison 4 (Nelvana, 1988)
| Titres originaux                           | Titres français                       | Titres québécois                     |
| ------------------------------------------ | ------------------------------------- | ------------------------------------ |
| 1. The Care Bears Town Parade              | Le Défilé de Bisounoursville          | Le Défilé de Calinoursville          |
| 2. Hearts at Sea                           | Les Bisounours ont le pied marin      | Des cœurs à la mer                   |
| 3. No Business Like Snow Business          | Le Manège de neige                    | Le Business comme Neige              |
| 4. The Factory of Uncaring                 | L'Usine de la cruauté                 | L'Usine de cruauté                   |
| 5a. The Lost Gift                          | Le Cadeau perdu                       | Le Cadeau perdu                      |
| 5b. Lotsa Heart's Wish                     | Le Souhait de Tonne-de-Cœur           | Le Souhait de Tonnedecœur            |
| 6. The Showdown                            | Coup de lasso                         | Le Rodéo                             |
| 7. Caring for Spring                       | Sous la protection des Bisounours     | Vivement le printemps                |
| 8a. The Turnabout                          | Les Rôles inversés                    | Redistribution des tâches            |
| 8b. Cheer of the Jungle                    | Gai l'ourson dans la jungle           | Le Cri de la jungle                  |
| 9a. Beautiful Dreamer                      | Mon beau rêve bleu                    | Grande Rêveuse                       |
| 9b. The Care Bears Carneys                 | La Foire aux Bisounours               | La Foire des Calinours               |
| 10a. The Pirate Treasure                   | Les Bisounours et la Chasse au trésor | Le Trésor des pirates                |
| 10b. Grin and Bear It                      | À l'école des Bisounours              | Sourire et subir                     |
| 11a. Perils of the Pyramid                 | Les Dangers des pyramides             | Danger dans les pyramides            |
| 11b. Bedtime for Care-a-Lot                | Un gros dodo à Tendressville          | Gros dodo à Tendresseville           |
| 12a. The Fountain of Youth                 | La Fontaine de jouvence               | La Fontaine de jouvence              |
| 12b. Treat Heart Baba and the Two Thieves  | Rigo Baba et les Deux Voleurs         | Rigobaba et les Deux Voleurs         |
| 13a. Dr. Brightenstein's Monster           | Le Monstre du docteur Brillenstein    | Le Monstre du docteur Brillenstein   |
| 13b. The Care Fair Scare                   | Tous à la foire                       | La Foire de l'amitié en danger       |
| 14a. The Mystery of the Phantom            | Le Mystère du fantôme                 | Le Mystère du fantôme                |
| 14b. Under the Bigtop                      | Sous le grand chapiteau               | Quand on veut on peut                |
| 15a. The Most Ancient Gift                 | Le Plus Vieux Cadeau du monde         | Un cadeau qui vient du cœur          |
| 15b. Ski Trouble                           | Skieur en péril                       | Petit souci en ski                   |
| 16a. The Care Bears Exercise Show          | En forme avec les Bisounours          | En forme avec les Calinours          |
| 16b. The Care-A-Lot Games                  | Les Jeux de Tendressville             | Les Jeux de Tendresseville           |
| 17a. Grams' Cooking Corner                 | La Petite Cuisine de Grand-mère       | La Petite Cuisine de Grand-mère      |
| 17b. The Care Bear Book of Facts and Fable | Fables et faits de festins            | Fables et faits des festins          |
| 18a. The Thing That Came to Stay           | J'y suis, j'y reste                   | Tout petit deviendra grand           |
| 18b. The Space Bubbles                     | Les Bulles de l'espace                | Le Clown de l'espace                 |
| 19a. Cheer's Chance                        | Une chance pour Gai l'ourson          | La Chance pour Gailourson            |
| 19b. A Hungry Little Guy                   | Un féroce appétit                     | Une petite bête bien gourmande       |
| 20a. King of the Moon                      | Les Rois de la lune                   | Le Roi de la Lune                    |
| 20b. On Duty                               | En service recommandé                 | Au travail!                          |
| 21a. The Secret of the Box                 | Le Secret de la boîte                 | Le Secret de la boite                |
| 21b. The Frozen Forest                     | La Forêt de glace                     | La Forêt de glace                    |
| 22a. Grumpy's Little Friend                | L'Amitié selon Grognours              | L'Ami de Grognours                   |
| 22b. One Million C.B.                      | Les Malades imaginaires               | Prehistoire des Calinours            |
| 23a. Tugs the Brave                        | Tirenours le brave                    | Tirenours le brave                   |
| 23b. Coconut Crazy                         | Noix de coco en délire                |                                      |
| 24a. Bad Luck Friday                       | Vendredi 13                           | Une journée qui porte malheur        |
| 24b. Food Frolics                          | Drôle de coco                         |                                      |
| 25a. It's Raining, It's Boring             | Le Monstre de l'ennui                 | Il pleut, c'est ennuyeux             |
| 25b. A Day Without Tugs                    | Serrenours sans Tirenours             | Une Journée sans Ticoquin            |
| 26a. The Fabulous Care Bears Saftey Game   | La Sécurité à la maison               | Vivre en sécurité avec les Calinours |
| 26b. A Rhyme in Time                       | Le Rythme                             |                                      |
| 27a. Songfellow Strum and His Magic Train  | Joe Violon et le Train magique        | Joe violon et son train magique      |
| 27b. The Music Video                       | Le Monde en chansons                  |                                      |
| Care Bears Nutcracker Suite (en) (60 min)  |                                       | Les Calinours et le Casse-noisette   |

## Critiques
Dans son livre Remote Control: Power, Cultures and the World of Appearances, Barbara Kruger parle de la série en tant que « a veritable position paper, a saccharinely preachy manifesto on 'caring.' »

## Autour de la série
- Au Québec, comme aux États-Unis, cette série fut diffusée en deux parties : à partir de 1985 Les Calinours (The Care Bears) et en 1986, La Famille Calinours (The Care Bear Family). La première ne comporte que des oursons mais la seconde voit apparaître les Calinours de deuxième génération avec d'autres animaux (lion, raton-laveur, moutons, etc.).
- Une chanson, Professeur cœur-de-pierre, a été diffusée en France le 29 août 1984 dans Croque-Vacances ; cette chanson n'a plus jamais été diffusée par la suite.[réf. nécessaire]